# La Vallée-Mulâtre Communal Cemetery Extension
Le cimetière « La Vallée-Mulâtre Communal Cemetery Extension »  est un cimetière militaire de la Première Guerre mondiale situé sur le territoire de la commune de La Vallée-Mulâtre, Aisne.

## Localisation
Ce cimetière est situé à côté du cimetière communal, à l'arrière de l'église.

## Historique
Occupé par les troupes allemandes dès le 28 août 1914, le village est resté loin du loin du front pendant toute la guerre, jusqu'au 17 octobre 1918 date à laquelle il a été repris par les troupes britanniques lors du recul de l'armée allemande. La plupart des soldats inhumés dans ce cimetière sont tombés les 17 et 18 octobre 1918 et appartiennent au Northamptonshire Regiment.

## Caractéristique
Le cimetière, entouré d'un mur de pierres, contient maintenant 47 sépultures de soldats britanniques et 4 tombes de soldats allemands inconnus.

## Galerie

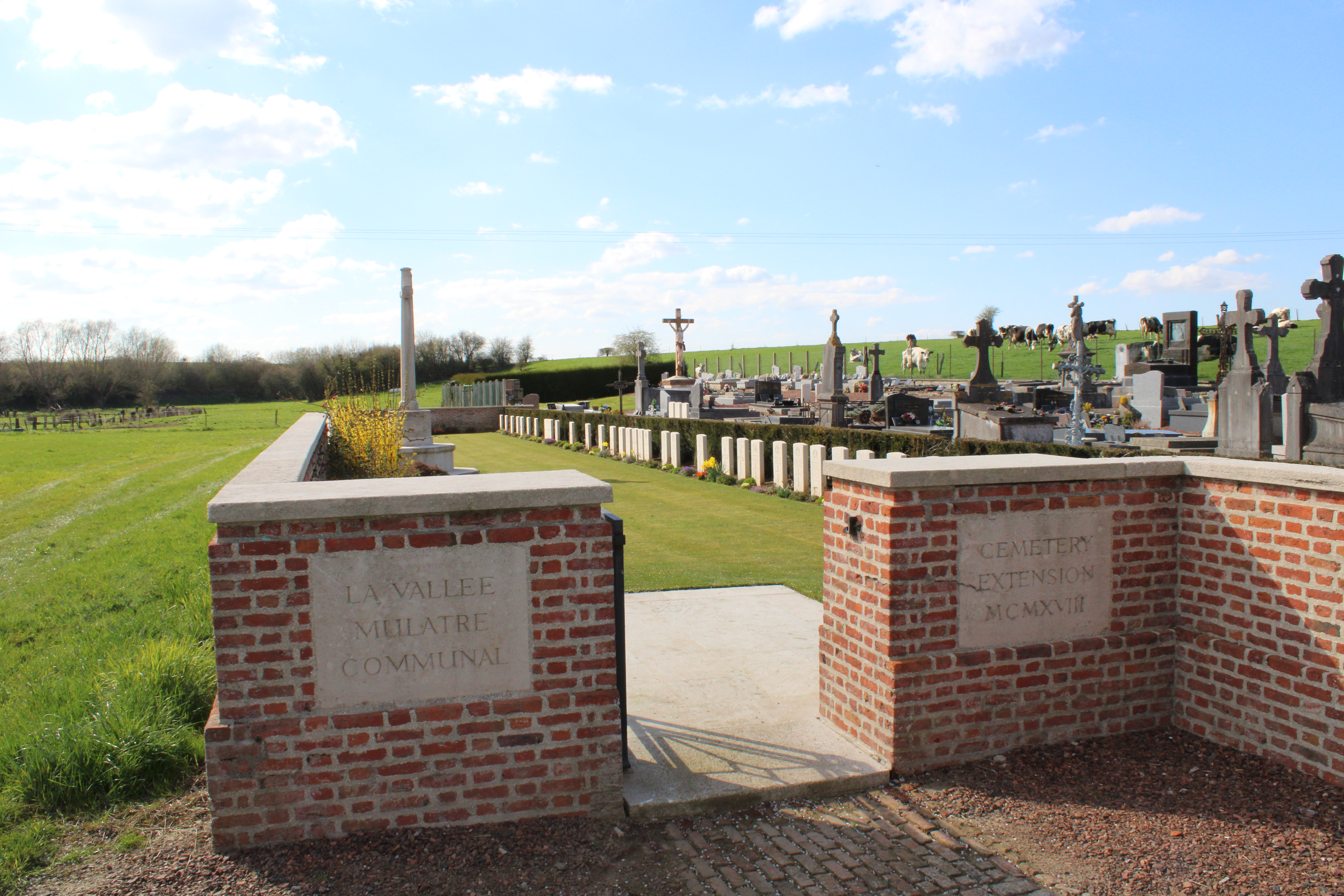
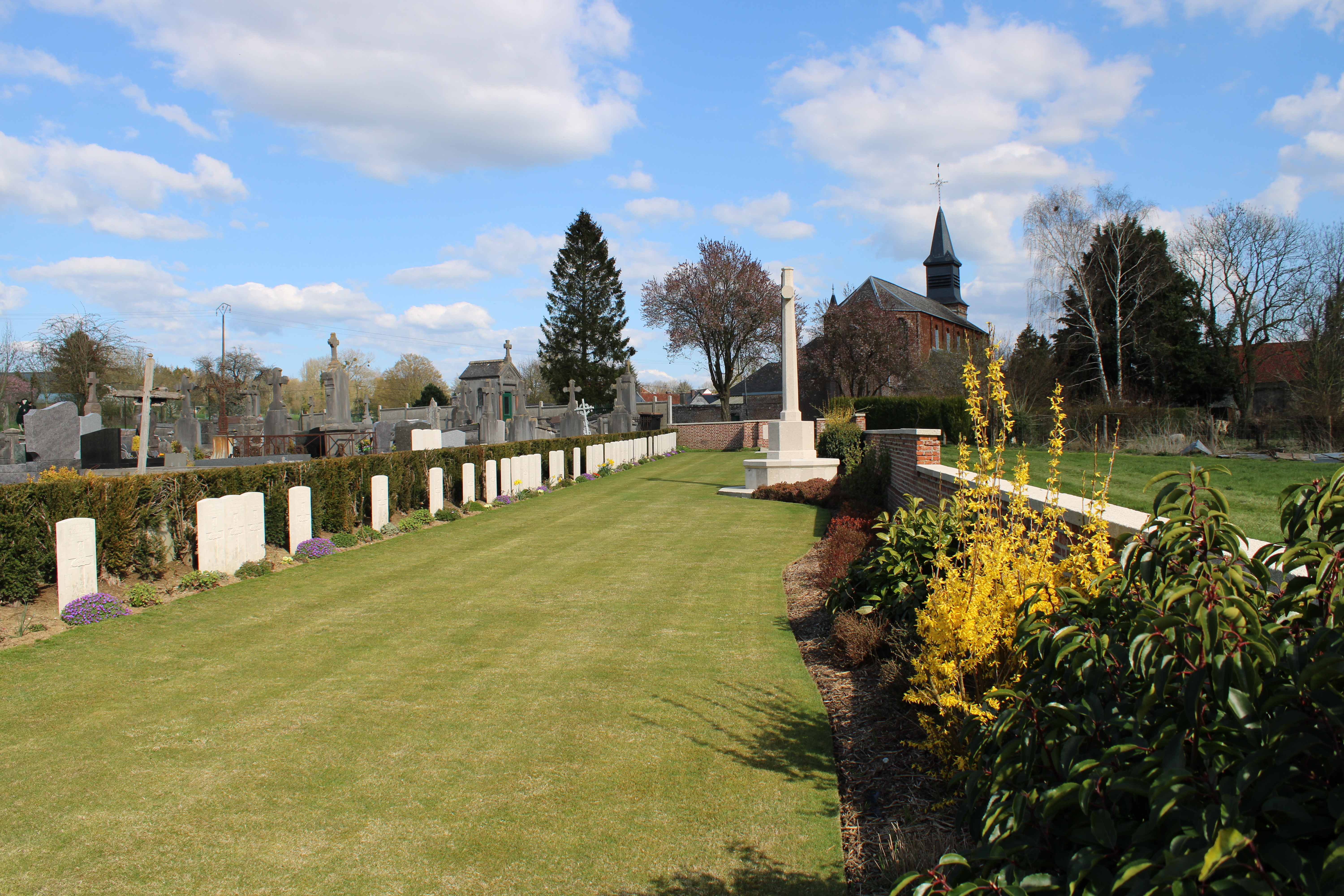
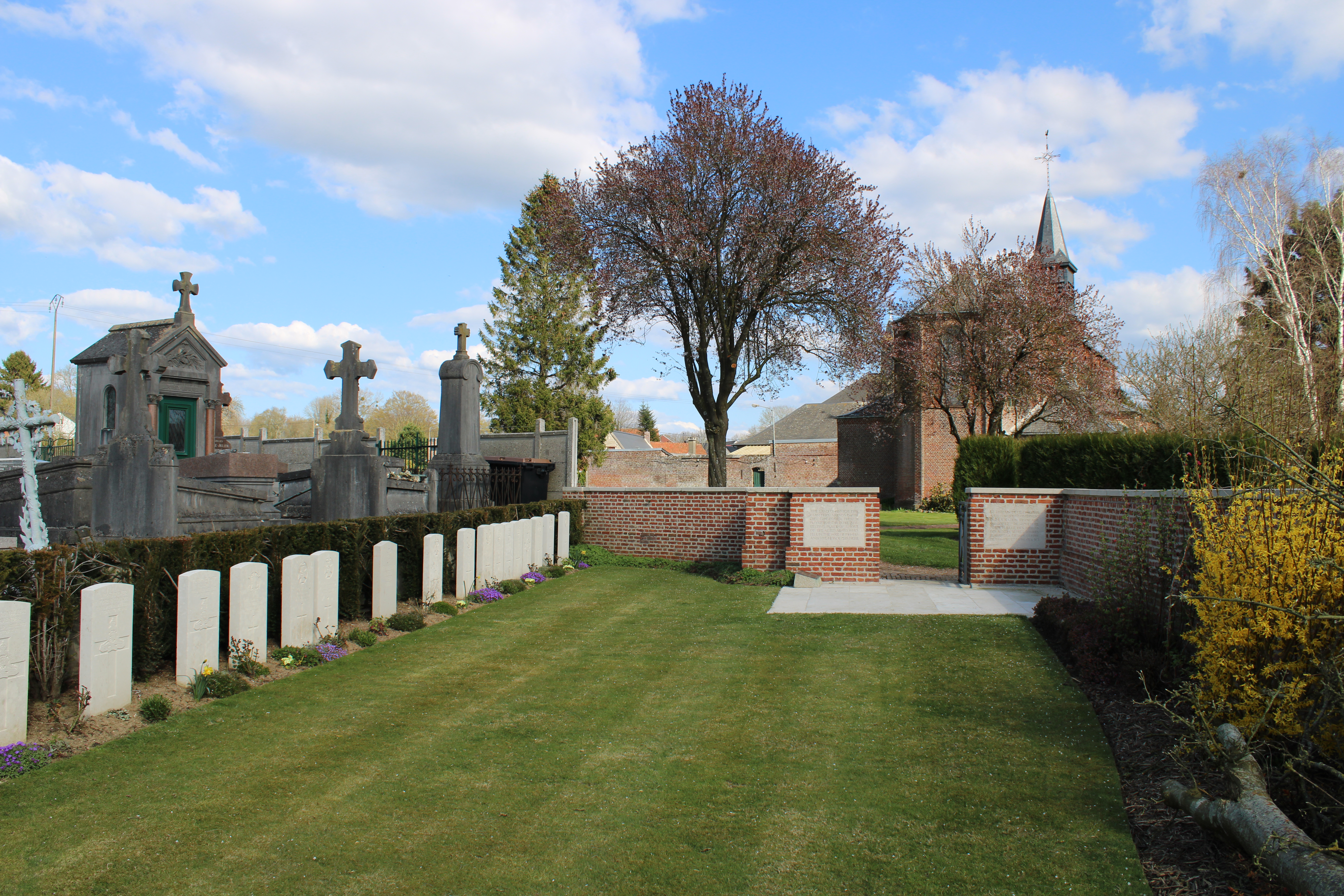
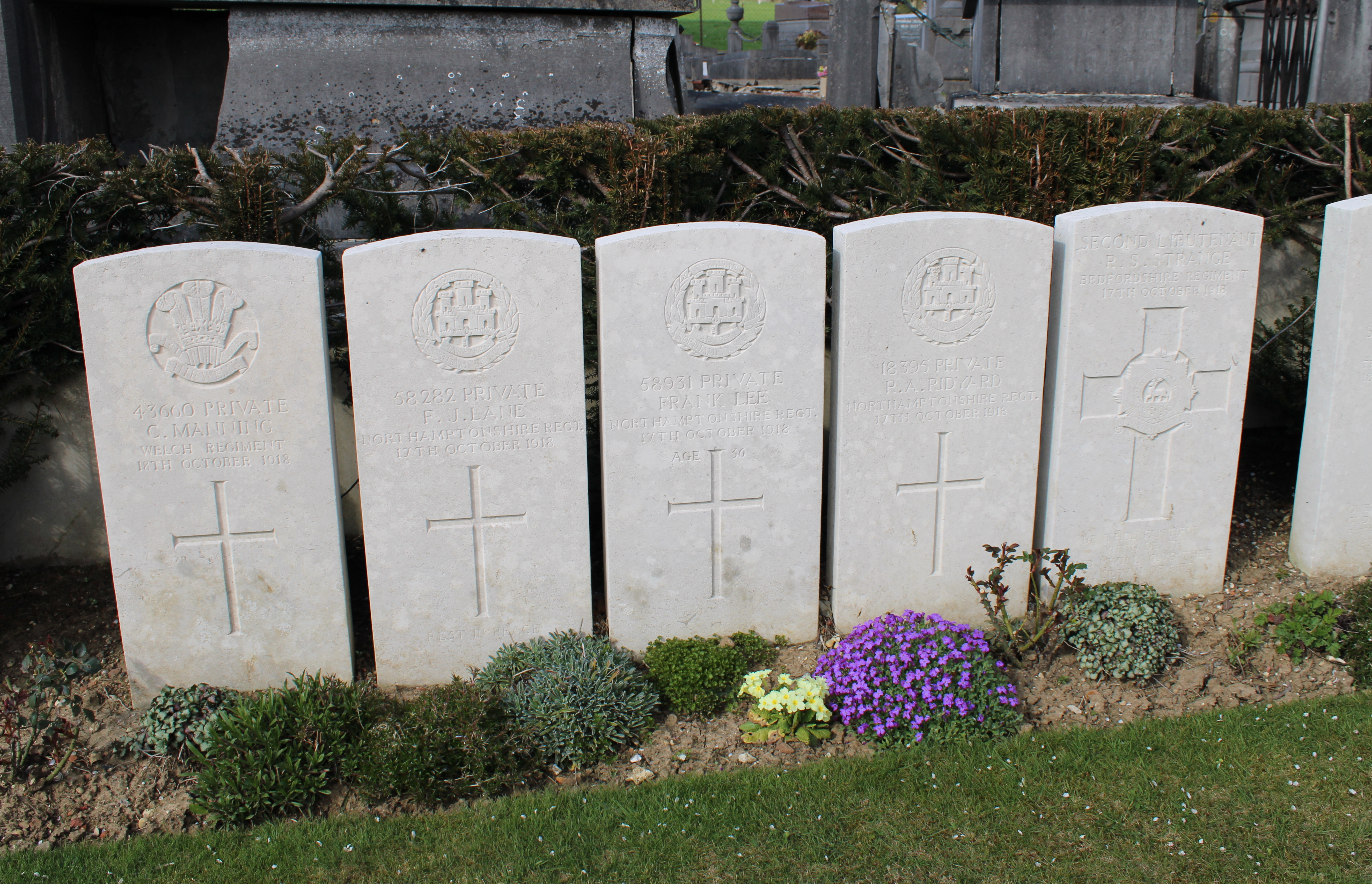

## Sépultures
| Pays        | Sépultures |
| ----------- | ---------- |
| Royaume-Uni | 47         |
| Allemagne   | 4          |
| Total       | 51         |